# Левінзон Михайло Львович
Михайло Львович Левінзон (1901, місто Плунгяни Ковенської губернії, тепер місто Плунге, Литва — розстріляний 22 вересня 1938, Київ) — радянський партійний діяч, секретар Вінницького міського і обласного комітетів КП(б)У. Кандидат у члени ЦК КП(б)У в січні 1934 — серпні 1937 р. Член ЦК КП(б)У в серпні 1937 — квітні 1938 р.

## Біографія
Народився в єврейській родині.
Член РКП(б) з 1918 року.
Працював редактором першої Тульської молодіжної (комсомольської) газети.
Освiта вища. З 1921 до 1925 року навчався в Комуністичному університеті імені Свердлова.
З 1925 року перебував на відповідальній партійній роботі.
З жовтня 1932 року — 3-й секретар Вінницького обласного комітету КП(б)У і, одночасно, 1-й секретар Вінницького міського комітету КП(б)У.
У 1937 — квітні 1938 року — заступник завідувача відділу керівних партійних органів ЦК КП(б)У.
24 квітня 1938 року заарештований органами НКВС. 22 вересня 1938 року засуджений до страти, розстріляний того ж дня в Києві. У свідоцтві про смерть записана дата 17 червня 1939 року.
Посмертно реабілітований 14 травня 1955 року.